# Aeroportul Anacortes
Aeroportul Anacortes (IATA: OTS, ICAO: nicio valoare, FAA LID: 74S) este un aeroport din Washington, Statele Unite ale Americii ce deservește zona Anacortes⁠(d). Aeroportul a fost tranzitat în 2019 de 220 de pasageri. A fost numit după zona deservită.
Situat la o altitudine de 73 m, aeroportul dispune de 1 pistă.

## Infrastructură

### Piste
Aeroportul dispune de o singură pistă. Pista 18/36 are suprafața de asfalt și dimensiunile 3.015 picioare × 60 picioare. 